# La nieve estaba sucia
La nieve estaba sucia (en francés: La neige était sale) es una novela de Georges Simenon escrita en Tucson (Arizona) y publicada en 1948. 
Traducido al inglés en 1950 por la esposa del compositor Edgar Varèse, de quien Simenon se haría amigo, el libro fue el primer éxito significativo de Simenon en los países de habla inglesa.  Dos años después de la publicación de la novela, por iniciativa de Frédéric Dard, que le convenció para colaborar, los dos escribieron una versión teatral  que, tras algunas dificultades para encontrar productores, fue puesta en escena por el director y actor Raymond Rouleau. 

## Argumento
Bajo la ocupación de un ejército extranjero nunca identificado con precisión, pero que se puede suponer alemán, Frank Friedmaier vive con su madre, dueña de un burdel, en una aburrida ociosidad, haciendo el amor con las chicas de la casa o espiándolas, con sus clientes, a través del tragaluz de la cocina.  
Entre los compinches más o menos turbios que frecuenta en el bar y restaurante de Timo se encuentra Fred Kromer, un ladrón y asesino. Por instigación suya, Frank apuñala, como desafío y como juego, a un oficial del ejército de ocupación y le roba su revólver, que codiciaba. Este asesinato le da al joven un sentimiento de euforia. Ahora se siente realmente aceptado en el mundo de los gánsteres, comienza a negociar y la vida y la felicidad de otras personas juegan un papel cada vez menor para él.  A partir de ese crimen premeditado y gratuito se desencadena una serie de actos cuya inmoralidad, asumida con cinismo, reduce a su autor a una repugnante abyección. Luego, tras un acuerdo con Kromer, que suministraba relojes de colección a un general enemigo, Frank entra en la casa del relojero Vilmos, que frecuentaba en su infancia: como la hermana del mismo lo reconoce, la mata a sangre fría. Frank comparte el botín de los relojes robados con Kromer y obtiene una “tarjeta verde” que le permite actuar con impunidad sin hacerse sospechoso.
Frank está saliendo con la hija de su vecino de al lado, Sissy Holst, quien lo ama; pero él, mediante una estratagema, deja que Kromer la viole, al final de una odiosa puesta en escena.
Los ocupantes acaban arrestando a Frank. Encarcelado, intenta acostumbrarse a su nueva existencia. Se resiste a todas las preguntas que le hacen sobre un caso de robo de billetes y espionaje en el que se cree erróneamente que está implicado. Frank ha pasado la mayor parte de su vida odiando el destino y buscando desafiarlo. Sólo allí, en el aislamiento del encarcelamiento y la confrontación concentrada con la misma contraparte en el interrogatorio, con el «viejo», el sujeto, arrojado de nuevo a sí mismo, empieza a encontrar una especie de autoconciencia en la que ahora puede reconocer sus propios límites y, en última instancia, surge una conciencia moral. Sólo confesará sus crímenes, que el enemigo desconocía hasta entonces, cuando los Holst vengan a verlo: Sissy, que todavía lo ama, lo ha perdonado y su padre, que ha perdido dramáticamente a un hijo de su edad, le muestra su cariño. Con esta doble seguridad, Frank afronta la muerte con valentía.
La nieve sirve de telón de fondo como discreto contrapunto a la acción, pero puede interpretarse también como una referencia a la inocencia manchada.  Un único flashback trae a la memoria de la infancia de Frank el recuerdo de un gato herido, refugiado en un árbol, pero con miedo a ser rescatado, una imagen aplicable a Frank, pero también a la joven y herida Sissy. 

## Recepción
Jamal Tuschik indica que La nieve estaba sucia "ofrece psicogramas de la alienación en el curso de una decadencia moral general. Simenon disecciona las condiciones que declaran el mal como banalidad." Carsten Schrader resalta que "Georges Simenon ofrece una reflexión intemporal sobre la naturaleza del hombre y la fragilidad de la civilización en forma de metanovela negra." Sigismund von Dobschütz comenta la relevancia de la novela mucho tiempo luego de su publicación: "Esta novela sombría no ha perdido nada de su poder en su observación atemporal de la condición humana y la ligera fragilidad de nuestra sociedad, incluso 70 años después de su primera publicación." 
Rosa Wohlers resalta el marco de la novela y remitió a otros autores de esa época: "De hecho, la estructura de la novela recuerda a una de las novelas clave de la época, El extranjero de Albert Camus. Aquí encontramos la misma estructura dialéctica en la que el protagonista, que inicialmente parece completamente ajeno, comete un asesinato por indiferencia en la primera mitad del libro, y en la segunda parte del libro tiene que responder de su crimen ante el poder judicial. Esta novela también termina con una especie de conciencia del tema y de la muerte, y también crea un mundo en el que las personas no se convierten en criminales por sí mismas, sino sólo por su entorno." De forma semejante Michael Braun destaca que: "Simenon cruza la puerta del existencialismo como Camus y Sartre, sin tolerar la conciencia culpable de su personaje ni darle a la sociedad una brújula moral. La atención se centra en el crimen violento y sus consecuencias, más que en el criminal mismo. En su sutil epílogo, Daniel Kehlmann llama al héroe un "anti-Raskolnikov": Eso es cierto, porque la culpa y el castigo no son temas en la novela de Simenon."  Patrick Marnham opina que "El libro es notable porque utiliza los recursos de la novela para transformar un personaje repulsivo en un ser humano respetable."
Stanley G. Eskin resalta que: "El motivo paterno es el más importante dentro de la estructura simbólica: Holz, que presencia el asesinato, poco a poco va asumiendo el papel de padre y también de testigo, que es lo que Frank necesita en el fondo." 

## Adaptaciones

### Teatro
- La neige était sale, obra de Frédéric Dard y Georges Simenon, estrenada el 12 de diciembre de 1950 en el Théâtre de l'Œuvre. Con Raymond Rouleau, Daniel Gélin, Lucienne Bogaërt y Jacqueline Roman. [22]

### Cine
- La nieve estaba sucia, película francesa de 1954 dirigida por Luis Saslavsky, con Daniel Gélin, Valentine Tessier y Marie Mansart. [23][24]

### Cómics
- La neige était sale de Jean-Luc Fromental (escenario) y Bernard Yslaire, Bruselas, Dargaud, 2024, 104 p. ISBN 978-2-505-11580-9, OCLC 1419945807, BNF 47416628